# Nekrolog 3. Quartal 1956
Nekrolog
◄◄
| ◄
| 1952
| 1953
| 1954
| 1955
| 1956 | 1957 | 1958 | 1959 | 1960 | ► | ►►
1. Quartal |
2. Quartal |
3. Quartal |
4. Quartal 1956
Weitere Ereignisse | Allgemeiner Nekrolog 1956
Die Beschreibung der verstorbenen Person sollte so kurz wie möglich gehalten sein und nur deren signifikante Tätigkeit(en) enthalten.
Neue Namen ggf. auch unter dem Geburts- und Sterbedatum, also etwa unter 1. Januar und im Geburts- und Sterbejahr (2024) eintragen (nur bei entsprechender großer Wichtigkeit). Für Beispiele siehe die schon vorhandenen Artikel.
Außerdem über die fünf zuletzt Verstorbenen, zu denen es einen ausreichend guten Artikel für eine Präsentation auf der Hauptseite gibt, nach der todesbedingten Überarbeitung der Artikel ggf. auch unter Wikipedia Diskussion:Hauptseite informieren und sie am besten auch in den anderen Wikipedia-Sprachversionen eintragen. Tipp: Regelmäßig bei news.google.de nach „ist tot“, „gestorben“ oder „verstorben“ suchen.
Wenn eine Person gestorben ist, gibt es viele Seiten zu dieser Person in der Wikipedia, die davon auch betroffen sind und entsprechend aktualisiert werden müssen. Beispiele: Namenübersichtsseite, Geburtsjahr, Geburtsort-Seiten und viele mehr.
Wie finde ich die betroffenen Seiten?
Im Suchfeld auf der linken Seite gibt man den Suchbegriff so ein: „Vorname Nachname“. Dann klickt man auf Volltext und alle Seiten mit entsprechendem Suchtext werden aufgerufen. Hier sieht man dann schnell, wo auch das Todesjahr Sinn macht oder sogar ein Teil des Artikels angepasst werden muss. Auch hilft das „Werkzeug“ auf der linken Seite sehr gut, um solche Seiten aufzufinden: „Links auf diese Seite“. Somit ist die Wikipedia wieder aktuell in allen Bereichen! Hinweis: bei Eintragung der Kategorie „Gestorben JAHR“ wird der Missbrauchsfilter 49 ausgelöst, was jedoch nicht schlimm ist. Siehe: Spezial:Missbrauchsfilter/49
Dies ist eine Liste von im dritten Quartal 1956 verstorbenen bekannten Persönlichkeiten. Die Einträge erfolgen innerhalb der einzelnen Daten alphabetisch sortiert. Tiere sind im Nekrolog für Tiere zu finden.

## Juli
| Tag      | Name                             | Beruf, bekannt als                                                                                              | Alter | Beleg |
| -------- | -------------------------------- | --- | ----- | ----- |
| 1. Juli  | Tawfiq Abu l-Huda                | Premierminister des Königreichs Jordanien                                                                       |       |       |
| 1. Juli  | Francisco Gil Castelo Branco     | brasilianischer Marschall                                                                                       | 69    |       |
| 1. Juli  | Margarethe Hahn-Böing            | deutsche Autorin                                                                                                | 79    |       |
| 1. Juli  | Heinrich Küster                  | deutscher Architekt und Baubeamter                                                                              | 85    |       |
| 1. Juli  | András Nagy                      | ungarischer Politiker, Jurist und Justizminister                                                                | 74    |       |
| 1. Juli  | Rachel Parsons                   | britische Ingenieurin und Politikerin                                                                           | 71    |       |
| 1. Juli  | Leif Skagnæs                     | norwegischer Skisportler                                                                                        | 52    |       |
| 3. Juli  | Erwin Metzke                     | deutscher Philosoph                                                                                             | 50    |       |
| 4. Juli  | Theodor Hünerwadel               | Schweizer Architekt des Klassizismus, des Schweizer Holzstil und der Historismus                                | 92    |       |
| 4. Juli  | Walther Pfitzner                 | deutsch-amerikanischer Pianist, Dirigent, Komponist und Musikpädagoge                                           | 74    |       |
| 4. Juli  | Johann Schatz                    | österreichischer Bauer, Gerechter unter den Völkern                                                             | 67    |       |
| 4. Juli  | Thomas Walsh                     | irischer Politiker                                                                                              | 54    |       |
| 5. Juli  | Karl Böhm                        | deutscher Ingenieur                                                                                             | 70    |       |
| 5. Juli  | Lloyd Groff Copeman              | US-amerikanischer Erfinder                                                                                      | 74    |       |
| 05. Juli | Hata Toyokichi                   | japanischer Geschäftsmann, Regisseur, Übersetzer, Essayist und Entertainer                                      | 64    |       |
| 5. Juli  | Francis J. Myers                 | US-amerikanischer Politiker (Demokratische Partei)                                                              | 54    |       |
| 5. Juli  | Addison T. Smith                 | US-amerikanischer Politiker                                                                                     | 93    |       |
| 6. Juli  | Franz Ehrhardt                   | deutscher Politiker (Zentrum, CDU), MdR, MdL                                                                    | 75    |       |
| 6. Juli  | Norbert Mueller                  | kanadischer Eishockeytorwart                                                                                    | 50    |       |
| 7. Juli  | Gottfried Benn                   | deutscher Arzt, Dichter und Essayist                                                                            | 70    |       |
| 7. Juli  | Alex Hyde                        | deutschstämmiger US-amerikanischer Musiker, Violinist, Bandleader                                               | 58    |       |
| 7. Juli  | DeWitt Parshall                  | amerikanischer Maler                                                                                            | 91    |       |
| 8. Juli  | Helen Stephen Cowie              | neuseeländische Ärztin                                                                                          | 80    |       |
| 8. Juli  | Karl Deininger                   | deutscher Bauingenieur                                                                                          | 60    |       |
| 8. Juli  | Ilse Exl                         | österreichische Theater- und Filmschauspielerin                                                                 | 48    |       |
| 8. Juli  | Gerrit Jan van Heuven Goedhart   | niederländischer Jurist und UN Hochkommissar für Flüchtlinge                                                    | 55    |       |
| 8. Juli  | Rudolf Junkermann                | preußischer Verwaltungsjurist und Landrat                                                                       | 69    |       |
| 8. Juli  | Giovanni Papini                  | italienischer Schriftsteller                                                                                    | 75    |       |
| 8. Juli  | Panagiotis Paraskevopoulos       | griechischer Leichtathlet                                                                                       |       |       |
| 8. Juli  | Karl Person                      | deutscher Politiker (CDU)                                                                                       | 69    |       |
| 9. Juli  | Doris Gordon                     | neuseeländische Ärztin, Universitätsdozentin, Reformerin im Bereich der Gesundheit für Frauen und der Geburt... | 65    |       |
| 9. Juli  | Johann Baptist Rieffert          | deutscher Psychologe und Philosoph                                                                              | 72    |       |
| 9. Juli  | Karl Scharizer                   | österreichischer Politiker (NSDAP), MdR, Mitglied des Bundesrates                                               | 54    |       |
| 9. Juli  | Bruno Schüler                    | deutscher Manager, Verwaltungsbeamter und Politiker (NSDAP)                                                     | 55    |       |
| 9. Juli  | Alfred Wäger                     | deutscher Offizier, zuletzt General der Infanterie im Zweiten Weltkrieg                                         | 72    |       |
| 10. Juli | Dante de Blasi                   | italienischer Hygieniker                                                                                        | 82    |       |
| 10. Juli | Otto Deneke                      | deutscher Rechtsanwalt, Kommunalpolitiker, Kulturhistoriker und Bibliophiler                                    | 81    |       |
| 10. Juli | Georg Dittmann                   | deutscher Klassischer Philologe                                                                                 | 84    |       |
| 10. Juli | Elise Kesselbeck                 | deutsche Politikerin (SPD, KPD), MdBB und Frauenrechtlerin                                                      | 85    |       |
| 10. Juli | Leon Lauffs                      | deutscher Bildhauer, Grafiker und Maler                                                                         | 72    |       |
| 10. Juli | Eduard May                       | deutscher Biologe, Wissenschaftstheoretiker und Naturphilosoph                                                  | 51    |       |
| 10. Juli | Richard Schoenfeld               | deutscher Bildhauer und Maler                                                                                   | 71    |       |
| 11. Juli | Emil Balla                       | deutscher lutherischer Theologe                                                                                 | 71    |       |
| 11. Juli | Sprague Cleghorn                 | kanadischer Eishockeyspieler                                                                                    | 66    |       |
| 11. Juli | Ludwig Gebhard                   | deutscher Verwaltungsjurist                                                                                     |       |       |
| 11. Juli | Ernst Höllerhagen                | deutscher Jazzmusiker (Klarinette, Saxophon)                                                                    | 43    |       |
| 11. Juli | Eberhard Melchior                | deutscher Mathematiker                                                                                          | 43    |       |
| 11. Juli | Johann Müller                    | österreichischer Widerstandskämpfer                                                                             | 56    |       |
| 11. Juli | Werner Riegel                    | deutscher Lyriker und Essayist                                                                                  | 31    |       |
| 11. Juli | Erich Schulz                     | deutscher Radrennfahrer                                                                                         | 42    |       |
| 11. Juli | Felix Somary                     | österreichisch-schweizerischer Bankier, Nationalökonom und politischer Analytiker                               | 74    |       |
| 11. Juli | Kurt Egon von Turegg             | deutscher Rechtswissenschaftler und Hochschullehrer                                                             | 51    |       |
| 12. Juli | Josef Berger                     | deutscher Schauspieler und Regisseur bei Bühne und Film                                                         | 80    |       |
| 12. Juli | John Hayes                       | australischer Politiker                                                                                         | 88    |       |
| 12. Juli | Alois Herzog                     | deutsch-österreichischer Textilingenieur sowie Hochschullehrer an der TH Dresden                                | 83    |       |
| 12. Juli | Gerard Johannes Koekkoek         | niederländischer Marinemaler                                                                                    | 85    |       |
| 12. Juli | Alfred Krauth                    | deutscher Fotograf und Künstler                                                                                 | 78    |       |
| 12. Juli | Otakar Lada                      | böhmischer Fechter                                                                                              | 73    |       |
| 12. Juli | Maurice August Lippens           | belgischer Politiker und Senatspräsident                                                                        | 80    |       |
| 12. Juli | Johanna Straub                   | deutsche Politikerin                                                                                            | 92    |       |
| 13. Juli | Ba Cụt                           | vietnamesischer Offizier, Kommandeur der religiösen Sekte Hòa Hảo                                               |       |       |
| 13. Juli | Odie Cleghorn                    | kanadischer Eishockeyspieler                                                                                    | 64    |       |
| 13. Juli | Wilhelm Crull                    | deutscher Konsularbeamter                                                                                       | 80    |       |
| 13. Juli | Roberto Paribeni                 | italienischer Klassischer Archäologe und Althistoriker                                                          | 80    |       |
| 14. Juli | Fritz Claus                      | deutscher Bildhauer und Hochschullehrer                                                                         | 71    |       |
| 14. Juli | Karl Offermann                   | deutscher Politiker (NSDAP), MdR                                                                                | 71    |       |
| 14. Juli | Jos van Son                      | niederländischer Fußballspieler                                                                                 | 63    |       |
| 15. Juli | Ernst Daube                      | deutscher Mundartdichter                                                                                        | 87    |       |
| 15. Juli | William H. Murray                | US-amerikanischer Politiker                                                                                     | 86    |       |
| 15. Juli | Otto Weller                      | Landtagsabgeordneter Volksstaat Hessen                                                                          | 62    |       |
| 16. Juli | Leonardo De Mitri                | italienischer Filmregisseur                                                                                     | 41    |       |
| 16. Juli | Andreas Kögler                   | österreichischer Bildhauer                                                                                      | 78    |       |
| 16. Juli | Brian Norton                     | südafrikanischer Tennisspieler                                                                                  | 56    |       |
| 16. Juli | Teresa Feodorowna Ries           | österreichische Bildhauerin und Malerin                                                                         | 82    |       |
| 16. Juli | Frederick Cleveland Smith        | US-amerikanischer Politiker                                                                                     | 71    |       |
| 17. Juli | Bodo von Borries                 | deutscher Elektrotechniker und Miterfinder des Elektronenmikroskops                                             | 51    |       |
| 17. Juli | Wilfred Hansford Gallienne       | britischer Diplomat                                                                                             | 59    |       |
| 17. Juli | Rudolf Georgi                    | Verlagsbuchhändler                                                                                              | 77    |       |
| 17. Juli | Nicolaus Hartmann                | Schweizer Architekt                                                                                             | 76    |       |
| 17. Juli | Bruno Italiener                  | deutscher liberaler Rabbiner                                                                                    | 75    |       |
| 17. Juli | Carl Sherman                     | US-amerikanischer Jurist und Politiker                                                                          | 65    |       |
| 18. Juli | Antonio Allocchio                | italienischer Degenfechter                                                                                      | 67    |       |
| 18. Juli | Alois Döttling                   | österreichischer Politiker (CSP), Mitglied des Bundesrates                                                      | 64    |       |
| 18. Juli | Otto Glaser                      | österreichischer Schauspieler                                                                                   | 66    |       |
| 18. Juli | Walo Koch                        | Schweizer Botaniker                                                                                             | 59    |       |
| 18. Juli | Anton Krautheimer                | deutscher Bildhauer                                                                                             | 77    |       |
| 18. Juli | Wilhelm Noë                      | deutscher Fußballspieler und -trainer                                                                           | 65    |       |
| 18. Juli | Richard Plattensteiner           | österreichischer Schriftsteller                                                                                 | 78    |       |
| 18. Juli | Kurt Weckel                      | Politiker | 79    |       |
| 19. Juli | Nikolaus Fey                     | fränkischer Mundartdichter                                                                                      | 75    |       |
| 19. Juli | Paul Rohrbach                    | evangelischer Theologe, Publizist und Autor                                                                     | 87    |       |
| 19. Juli | Georg Schulz                     | deutscher Maler und Politiker (FDP/DVP), MdL                                                                    | 60    |       |
| 19. Juli | Freddie Spruell                  | US-amerikanischer Bluesmusiker                                                                                  | 62    |       |
| 19. Juli | Alois Vogedes                    | deutscher Journalist und Schriftsteller                                                                         | 68    |       |
| 19. Juli | Lightner Witmer                  | US-amerikanischer Psychologe                                                                                    | 89    |       |
| 20. Juli | Anna Fallmann                    | Bezirksrätin und Lehrerin                                                                                       | 79    |       |
| 20. Juli | Frank E. Howe                    | US-amerikanischer Journalist und Politiker                                                                      | 85    |       |
| 20. Juli | Hermann Sträter                  | Verwaltungsbeamter, Landrat und stellvertr. Regierungspräsident                                                 | 65    |       |
| 21. Juli | Miķelis Bormanis                 | lettischer Fußball-, Bandy- und Tennisspieler                                                                   | 53    |       |
| 21. Juli | Erich Haslinger                  | deutscher Jurist, Unternehmer und Industrieller                                                                 | 74    |       |
| 22. Juli | Hans Spitzy                      | österreichischer Orthopäde                                                                                      | 83    |       |
| 22. Juli | Michael F. Walsh                 | US-amerikanischer Jurist und Politiker                                                                          | 62    |       |
| 23. Juli | Margarethe Dyck                  | deutsche Pädagogin und Politikerin (LDPD), MdV                                                                  | 68    |       |
| 23. Juli | Richard Ottmar                   | deutscher Theologe, Lehrer und Fahrplanexperte                                                                  | 67    |       |
| 23. Juli | Fritz Valk                       | deutsch-tschechisch-britischer Theater- und Filmschauspieler                                                    | 61    |       |
| 24. Juli | Alessandro Anzani                | italienischer Ingenieur und Rennfahrer                                                                          | 78    |       |
| 24. Juli | Walter Hoevel                    | deutscher Politiker (NSDAP), MdR                                                                                | 61    |       |
| 24. Juli | Géza Zemplén                     | ungarischer Chemiker und Hochschullehrer, Begründer der Organischen Chemie Ungarns                              | 72    |       |
| 25. Juli | Gustaf Blomgren                  | schwedischer Wasserspringer                                                                                     | 68    |       |
| 25. Juli | Gunnar Dahlberg                  | schwedischer Medizinischer Statistiker und Humangenetiker                                                       | 62    |       |
| 25. Juli | Helen Douglas Mankin             | US-amerikanische Politikerin                                                                                    | 59    |       |
| 25. Juli | Franz Xaver Seppelt              | deutscher Kirchenhistoriker                                                                                     | 73    |       |
| 25. Juli | Feliksas Vaitkus                 | amerikanischer Flieger                                                                                          |       |       |
| 26. Juli | Randolph Carpenter               | US-amerikanischer Politiker                                                                                     | 62    |       |
| 26. Juli | Miguel Bernal Jiménez            | mexikanischer Komponist, Organist, Pädagoge und Musikwissenschaftler                                            | 46    |       |
| 26. Juli | Elisabeth von Schmidt-Pauli      | deutsche Schriftstellerin                                                                                       | 66    |       |
| 26. Juli | Hanna van de Voort               | niederländische Widerstandskämpferin im Zweiten Weltkrieg                                                       | 51    |       |
| 26. Juli | Bruno von Weymarn                | Gutsbesitzer in Estland                                                                                         | 57    |       |
| 26. Juli | Alfred Zschorsch                 | deutscher Bildhauer und Mitglied der NSDAP                                                                      | 68    |       |
| 27. Juli | Max Ethe                         | deutscher Tischler und Politiker (SPD)                                                                          | 82    |       |
| 27. Juli | Leopold Petznek                  | Rechnungshofpräsident                                                                                           | 75    |       |
| 27. Juli | Otto Ziegler                     | deutscher Politiker (SPD), MdB                                                                                  | 61    |       |
| 28. Juli | Walter Andrae                    | deutscher Bauforscher und Vorderasiatischer Archäologe                                                          | 81    |       |
| 28. Juli | František Dohnal                 | tschechischer Geistlicher und Schriftsteller                                                                    | 79    |       |
| 28. Juli | Luigi Fantappiè                  | italienischer Mathematiker                                                                                      | 54    |       |
| 28. Juli | Carl Montag                      | Schweizer Maler und Kunstvermittler                                                                             | 76    |       |
| 29. Juli | Tom Bourdillon                   | britischer Physiker und Bergsteiger                                                                             | 32    |       |
| 29. Juli | Ludwig Klages                    | deutscher Philosoph und Psychologe                                                                              | 83    |       |
| 29. Juli | Enrique de Larrañaga             | argentinischer Maler                                                                                            | 56    |       |
| 29. Juli | Antonio Scatasso                 | argentinischer Bandoneonist, Bandleader und Tangokomponist                                                      | 70    |       |
| 30. Juli | Peter Deer                       | kanadischer Mittelstreckenläufer                                                                                | 77    |       |
| 30. Juli | Karl Feih                        | deutscher Kaufmann und Politiker (ZENTRUM, CDU), MdL, Oberbürgermeister von Oberhausen                          | 66    |       |
| 30. Juli | Ernest-Paul Graber               | Schweizer Politiker und Publizist                                                                               | 81    |       |
| 31. Juli | John Francis Noll                | US-amerikanischer Geistlicher, Bischof von Fort Wayne                                                           | 81    |       |
| 31. Juli | Ferdinand Stanislaus Pawlikowski | österreichischer Geistlicher und römisch-katholischer Bischof von Seckau                                        | 79    |       |

## August
| Tag        | Name                                       | Beruf, bekannt als                                                                                              | Alter | Beleg |
| ---------- | ------------------------------------------ | --- | ----- | ----- |
| 1. August  | Hans Deloch                                | deutscher Verwaltungsjurist und Landrat                                                                         | 75    |       |
| 1. August  | José de Haas                               | niederländischer Ordensgeistlicher, Bischof von Araçuaí                                                         | 79    |       |
| 1. August  | Aubrey Howard Ninnis                       | britischer Ingenieur und Expeditionsteilnehmer                                                                  | 73    |       |
| 1. August  | Fritz Röll                                 | deutscher Bildhauer                                                                                             | 77    |       |
| 1. August  | Josef Taurer                               | österreichischer Fußballspieler                                                                                 | 72    |       |
| 2. August  | James Edward Edmonds                       | britischer Brigadegeneral und Militärhistoriker                                                                 | 94    |       |
| 2. August  | Helmer Hanssen                             | norwegischer Polarforscher                                                                                      | 85    |       |
| 2. August  | Howie Lockhart                             | kanadischer Eishockeytorwart                                                                                    | 59    |       |
| 2. August  | Richard Meyer                              | deutscher Diplomat                                                                                              | 72    |       |
| 2. August  | Iwan Issidorowitsch Nossenko               | sowjetischer Politiker und Konteradmiral                                                                        | 54    |       |
| 2. August  | Ivar Frederick Tidestrøm                   | schwedischer Botaniker                                                                                          | 91    |       |
| 2. August  | Albert Woolson                             | amerikanischer Schreiner                                                                                        | 106   |       |
| 3. August  | Michail Dmitrijewitsch Bontsch-Brujewitsch | Generalleutnant während der Russischen Revolution                                                               | 86    |       |
| 3. August  | Harry Chandlee                             | US-amerikanischer Drehbuchautor, Filmeditor und Filmproduzent                                                   | 73    |       |
| 3. August  | Rudolf Diener-Dénes                        | ungarischer Maler                                                                                               | 67    |       |
| 3. August  | Albert Finck                               | deutscher Politiker (CDU), MdL                                                                                  | 61    |       |
| 3. August  | Émile Mathis                               | Automobilproduzent                                                                                              | 76    |       |
| 3. August  | Erich Schairer                             | deutscher Journalist und Publizist                                                                              | 68    |       |
| 3. August  | Paul Thol                                  | deutscher Maler und Restaurator                                                                                 | 69    |       |
| 4. August  | Pekka Akimov                               | finnischer Komponist, Dirigent und Musikpädagoge                                                                | 71    |       |
| 4. August  | Peadar S. Doyle                            | irischer Politiker                                                                                              |       |       |
| 4. August  | Grigori Abramowitsch Schain                | sowjetischer Astronom                                                                                           | 64    |       |
| 5. August  | John Miller Andrews                        | nordirischer Politiker und zweiter nordirischer Premierminister                                                 | 85    |       |
| 5. August  | Karl Blankenberger                         | deutscher Fußballspieler                                                                                        | 35    |       |
| 5. August  | Dan Carroll                                | australisch-amerikanischer Rugby-Union-Spieler                                                                  | 68    |       |
| 5. August  | Joseph Ersing                              | deutscher Politiker (Zentrum, CDU), MdR, MdL                                                                    | 74    |       |
| 5. August  | Hans Frohwein                              | deutscher Diplomat                                                                                              | 69    |       |
| 5. August  | John Carl Hinshaw                          | US-amerikanischer Politiker                                                                                     | 62    |       |
| 5. August  | Harald Smedvik                             | norwegischer Turner                                                                                             | 67    |       |
| 5. August  | Wilhelm Stockums                           | Weihbischof in Köln                                                                                             | 78    |       |
| 6. August  | Johan Frans van Bemmelen                   | niederländischer Paläontologe und Zoologe                                                                       | 96    |       |
| 6. August  | Samuel Brody                               | US-amerikanischer Ernährungswissenschaftler                                                                     |       |       |
| 6. August  | Oskar Pfister                              | Schweizer Pfarrer und Psychologe                                                                                | 83    |       |
| 7. August  | Arvid Andersson                            | schwedischer Tauzieher                                                                                          | 75    |       |
| 7. August  | Arthur Langtry Bell                        | britischer Bauingenieur                                                                                         | 81    |       |
| 7. August  | Christian Courtois                         | französischer Althistoriker                                                                                     | 44    |       |
| 7. August  | Friedrich Heinrich Köhne                   | deutscher Pädagoge und Schulreformator                                                                          | 77    |       |
| 7. August  | John Latouche                              | US-amerikanischer Schriftsteller und Librettist                                                                 | 41    |       |
| 8. August  | Fritz Budde                                | deutscher nationalsozialistischer Kommunalpolitiker                                                             | 61    |       |
| 8. August  | Domenico Giambonini                        | Schweizer Sportschütze                                                                                          | 87    |       |
| 8. August  | Hermann Meister                            | deutscher Verleger und Schriftsteller                                                                           | 66    |       |
| 8. August  | Veronika Olbrich                           | Lehrerin, MdV für CDU (DDR)                                                                                     | 62    |       |
| 8. August  | Just Scheu                                 | deutscher Komponist, Filmschauspieler, Moderator und Bühnenautor                                                | 53    |       |
| 8. August  | Karl Schreyer                              | deutscher SA-Führer                                                                                             | 65    |       |
| 9. August  | Luise Beccard-Blensdorf                    | deutsche Schriftstellerin                                                                                       | 75    |       |
| 9. August  | Carlo Duse                                 | italienischer Schauspieler, Drehbuchautor und Filmregisseur                                                     | 58    |       |
| 9. August  | Rudolf Fettweis                            | deutscher Elektroingenieur, badischer Baubeamter, Manager in der Elektrizitätswirtschaft (Vorstandsmitglied ... | 74    |       |
| 9. August  | René Franquès                              | französischer Fußballspieler                                                                                    | 45    |       |
| 9. August  | Georg Hofmann                              | deutscher Ordenspriester und Byzantinist                                                                        | 70    |       |
| 10. August | Lucie Bernardo                             | deutsche Soubrette und Lachkünstlerin                                                                           | 70    |       |
| 10. August | Kyösti Haataja                             | finnischer Politiker, Mitglied des Reichstags und Landvermesser                                                 | 75    |       |
| 10. August | Alfred Hagelstein                          | deutscher Unternehmer und Politiker (CDU), MdL                                                                  | 58    |       |
| 10. August | Peter Koch                                 | deutscher Maler                                                                                                 | 81    |       |
| 11. August | Ezio Camussi                               | italienischer Komponist                                                                                         | 73    |       |
| 11. August | Clemens Flach                              | deutscher Politiker (Wirtschaftspartei), MdL                                                                    | 63    |       |
| 11. August | August Hörl                                | deutscher Oberst, Kaufmann und paramilitärischer Aktivist                                                       | 80    |       |
| 11. August | Mintscho Nejtschew                         | bulgarischer Jurist und Politiker                                                                               | 69    |       |
| 11. August | Jackson Pollock                            | US-amerikanischer Maler                                                                                         | 44    |       |
| 11. August | Frieda von Richthofen                      | deutsche Schriftstellerin und Übersetzerin                                                                      | 77    |       |
| 12. August | Gianpiero Combi                            | italienischer Fußballtorhüter                                                                                   | 53    |       |
| 12. August | Albert Freude                              | deutscher römisch-katholischer Pfarrer                                                                          | 78    |       |
| 12. August | Paul Gerhardt                              | deutscher Marathonläufer                                                                                        | 54    |       |
| 12. August | Ernst Kreidolf                             | Bilderbuchillustrator                                                                                           | 93    |       |
| 12. August | Friedrich Sell                             | deutscher Germanist, Geschichtspädagoge und Emigrant in die USA                                                 | 64    |       |
| 13. August | Harry Donnan                               | australischer Cricketspieler                                                                                    | 91    |       |
| 13. August | Zeth Höglund                               | schwedischer kommunistischer, später sozialdemokratischer Politiker, Autor und Journalist                       | 72    |       |
| 13. August | Wilhelm Kitz                               | deutscher Jurist und Ministerialbeamter                                                                         | 66    |       |
| 13. August | Jakub Kolas                                | weißrussischer Dichter und Schriftsteller                                                                       | 73    |       |
| 13. August | José Selva e Amaral                        | italienischer Ordensgeistlicher, Prälat von Registro do Araguaia                                                | 69    |       |
| 13. August | Alois Stiplosek                            | österreichischer Radsportler und Flugpionier                                                                    | 84    |       |
| 13. August | Hans-Hasso von Veltheim                    | deutscher Anthroposoph, Privatgelehrter und Weltreisender                                                       | 70    |       |
| 13. August | Gertrud Züricher                           | Schweizer Künstlerin und Volkskundlerin                                                                         | 85    |       |
| 14. August | Bertolt Brecht                             | deutscher Dramatiker und Lyriker                                                                                | 58    |       |
| 14. August | Alfred Forbin                              | französischer Briefmarkenhändler und Katalogautor                                                               | 84    |       |
| 14. August | Hans Hamburger                             | deutscher Mathematiker                                                                                          | 67    |       |
| 14. August | Jakob Heep                                 | deutscher Politiker (SPD), MdL                                                                                  | 63    |       |
| 14. August | Joseph Godehard Machens                    | deutscher Bischof                                                                                               | 69    |       |
| 14. August | Konstantin von Neurath                     | deutscher Außenminister, Botschafter und Reichsprotektor in Böhmen und Mähren                                   | 83    |       |
| 14. August | Jaroslav Řídký                             | tschechischer Komponist, Dirigent, Musiker und Musiklehrer                                                      | 58    |       |
| 14. August | Edward Roberts                             | US-amerikanischer Leichtathlet                                                                                  | 63    |       |
| 14. August | Wilhelm Wilberg                            | deutscher, später österreichischer Bauforscher und Klassischer Archäologe                                       | 83    |       |
| 15. August | Emil Kiemlen                               | deutscher Bildhauer                                                                                             | 87    |       |
| 15. August | Antoine Schumann                           | französischer Automobilrennfahrer und Pilot                                                                     | 50    |       |
| 16. August | Bela Lugosi                                | Filmdarsteller, der besonders Rollen in Horrorfilmen spielte                                                    | 73    |       |
| 16. August | Lynde D. McCormick                         | US-amerikanischer Admiral der US Navy                                                                           | 61    |       |
| 16. August | Theodor Pallady                            | rumänischer Maler                                                                                               | 85    |       |
| 16. August | Ernst Rassek                               | deutscher Widerstandskämpfer gegen den Nationalsozialismus                                                      | 46    |       |
| 16. August | Fritz Stolz                                | deutscher Politiker (NSDAP), MdR                                                                                | 66    |       |
| 16. August | Wilhelm Wenker                             | deutscher römisch-katholischer Pfarrer                                                                          | 81    |       |
| 16. August | Mauritz von Wiktorin                       | österreichischer Offizier, zuletzt General der Infanterie im Zweiten Weltkrieg                                  | 73    |       |
| 17. August | Moische Broderson                          | jiddisch schreibender Schriftsteller                                                                            | 65    |       |
| 17. August | William Havard                             | britischer Geistlicher, anglikanischer Bischof                                                                  | 66    |       |
| 17. August | Abram Iljitsch Jampolski                   | russischer Geiger und Musikpädagoge                                                                             | 65    |       |
| 17. August | Ernst Jirgal                               | österreichischer Schriftsteller                                                                                 | 51    |       |
| 17. August | Katharina Rosing                           | deutsche Konzert- und Opernsängerin                                                                             | 85    |       |
| 17. August | Reinhard von Westrem zum Gutacker          | preußischer Generalleutnant und Polizeidirektor in Frankfurt am Main                                            | 77    |       |
| 18. August | Louis Madelin                              | französischer Schriftsteller und Historiker                                                                     | 85    |       |
| 18. August | Hermann Heinz Ortner                       | österreichischer Schauspieler, Regisseur und Dramatiker                                                         | 60    |       |
| 19. August | Hans Kulla                                 | deutscher Komponist, Musikpädagoge und Kirchenmusiker                                                           |       |       |
| 19. August | Anton Merziger                             | deutscher Politiker (CVP), MdL                                                                                  | 68    |       |
| 19. August | Otto Reetz                                 | deutscher Gewerkschafter und Politiker (SPD), MdL                                                               | 80    |       |
| 19. August | Gottfrid Svensson                          | schwedischer Ringer                                                                                             | 67    |       |
| 20. August | Devorah Baron                              | israelische Autorin                                                                                             | 68    |       |
| 20. August | Bernard William Griffin                    | britischer Kardinal der römisch-katholischen Kirche und Erzbischof von Westminster                              | 57    |       |
| 20. August | Alfred Lublin                              | deutscher Arzt und Diabetologe                                                                                  | 61    |       |
| 20. August | Emil Nagy                                  | ungarischer Jurist, Politiker und Justizminister                                                                | 84    |       |
| 20. August | Paul Schwed                                | deutscher Schauspieler                                                                                          | 55    |       |
| 21. August | Juan José de Amézaga                       | Präsident von Uruguay                                                                                           | 75    |       |
| 21. August | Karl Buschhüter                            | deutscher Architekt und Lebensreformer                                                                          | 83    |       |
| 21. August | Marcel Cadolle                             | französischer Radsportler                                                                                       | 78    |       |
| 21. August | Maurice Chilton                            | britischer Generalleutnant                                                                                      | 58    |       |
| 21. August | Nikolaus Graf zu Dohna-Schlodien           | deutscher Marineoffizier                                                                                        | 77    |       |
| 21. August | Otto Kiesel                                | deutscher Journalist und Schriftsteller                                                                         | 75    |       |
| 21. August | Wilhelm Weskamm                            | deutscher römisch-katholischer Geistlicher, Bischof                                                             | 65    |       |
| 22. August | Wilhelm Bohnert                            | deutscher Sägewerksbesitzer und Politiker                                                                       | 69    |       |
| 22. August | Wilhelm Heuser                             | deutscher Politiker (Zentrumspartei, NSDAP), Beigeordneter, Bürgermeister und Oberbürgermeister von Sterkrad... | 70    |       |
| 22. August | Erich Kaufmann                             | österreichischer Sänger                                                                                         | 47    |       |
| 22. August | Friedrich Wilhelm Kleukens                 | deutscher Grafiker und Typograf                                                                                 | 78    |       |
| 22. August | Toni Rothmund                              | deutsche Schriftstellerin                                                                                       | 78    |       |
| 23. August | Ernst Frick                                | Schweizer Maler                                                                                                 | 74    |       |
| 23. August | Sidney Parvin                              | britischer Schwimmer und Wasserballspieler                                                                      | 73    |       |
| 23. August | Ernst Sachs                                | deutscher Offizier, zuletzt SS-Obergruppenführer und General der Waffen-SS                                      | 75    |       |
| 24. August | Mitchell Lewis                             | US-amerikanischer Schauspieler                                                                                  | 76    |       |
| 24. August | Mizoguchi Kenji                            | japanischer Regisseur                                                                                           | 58    |       |
| 24. August | Julius Rosenbaum                           | deutscher Maler                                                                                                 | 77    |       |
| 25. August | Denis Bernard                              | britischer Offizier, Gouverneur von Bermuda                                                                     | 73    |       |
| 25. August | Franz Bogner                               | deutscher Arzt und Kommunalpolitiker (SPD)                                                                      | 81    |       |
| 25. August | Alfred Charles Kinsey                      | US-amerikanischer Sexualforscher und Hochschullehrer                                                            | 62    |       |
| 25. August | Robert Oppenheim                           | deutscher Privatbankier                                                                                         | 74    |       |
| 25. August | George W. Pierce                           | US-amerikanischer Physiker                                                                                      | 84    |       |
| 25. August | Roberts Plūme                              | lettischer Radrennfahrer                                                                                        | 59    |       |
| 26. August | Hans Baltisberger                          | deutscher Motorradrennfahrer                                                                                    | 33    |       |
| 26. August | Anton Baur                                 | deutscher Maler und Politiker (SPD), MdL                                                                        | 57    |       |
| 26. August | James W. Bryan                             | US-amerikanischer Politiker                                                                                     | 82    |       |
| 26. August | Georg M. Fangauer                          | deutsch-US-amerikanischer Geistlicher                                                                           | 69    |       |
| 26. August | Cenzi von Ficker                           | österreichische Bergsteigerin                                                                                   | 77    |       |
| 26. August | Friedrich Lekve                            | deutscher Politiker (SPD), Oberbürgermeister von Hildesheim                                                     | 52    |       |
| 26. August | Robert Moraht                              | deutscher Marineoffizier und U-Bootkommandant im Ersten Weltkrieg                                               | 71    |       |
| 26. August | Alfred Wagenknecht                         | US-amerikanischer kommunistischer Politiker                                                                     | 75    |       |
| 26. August | Cornelius Wagner                           | deutscher Landschafts- und Marinemaler                                                                          | 86    |       |
| 27. August | Nikolai Michailowitsch Fjodorowski         | russischer Mineraloge                                                                                           | 69    |       |
| 27. August | Heinrich Fuhrken                           | deutscher Politiker (FDP), MdL                                                                                  | 73    |       |
| 27. August | Theodor Haag                               | deutscher Feldhockeyspieler                                                                                     | 55    |       |
| 27. August | Roelof Hommema                             | niederländischer Ruderer                                                                                        | 51    |       |
| 27. August | Pelageja Fjodorowna Schain                 | sowjetisch-russische Astronomin                                                                                 |       |       |
| 27. August | Alexander Turnbull                         | kanadischer Lacrossespieler                                                                                     | 83    |       |
| 28. August | Friedrich A. Bäßler                        | deutscher Lehrer, Botaniker und Ornithologe                                                                     | 71    |       |
| 28. August | Arthur-Heinz Lehmann                       | deutscher Schriftsteller                                                                                        | 46    |       |
| 28. August | Fritz Löwenthal                            | deutscher Politiker (KPD, SPD), MdR                                                                             | 67    |       |
| 28. August | George H. Tinkham                          | US-amerikanischer Politiker                                                                                     | 85    |       |
| 29. August | Johannes Heinrichsbauer                    | deutscher katholischer Pfarrer und Gegner des NS-Regimes                                                        | 68    |       |
| 29. August | Richard Ratfisch                           | deutscher Silberschmied und Juwelier                                                                            | 84    |       |
| 30. August | Josef Schmid                               | deutscher Offizier, zuletzt Generalleutnant der Luftwaffe im Zweiten Weltkrieg                                  | 54    |       |
| 30. August | Walter Warzecha                            | deutscher Marineoffizier und Generaladmiral, letzter Oberbefehlshaber der Kriegsmarine im Zweiten Weltkrieg     | 65    |       |
| 31. August | Mike Gibbons                               | US-amerikanischer Boxer im Mittelgewicht                                                                        | 69    |       |
| 31. August | Harry L. Gill                              | US-amerikanischer Leichtathlet, Trainer und Unternehmer                                                         | 80    |       |
| 31. August | Erwin Johst                                | deutscher Politiker (NSDAP), Mitglied des Danziger Volkstages und Landrat                                       | 47    |       |
| 31. August | Percy MacKaye                              | US-amerikanischer Dramatiker und Dichter                                                                        | 81    |       |
| 31. August | Yves Nat                                   | französischer Pianist und Komponist                                                                             | 65    |       |
| 31. August | Erwin Schmidt                              | deutscher Heimatforscher                                                                                        | 70    |       |
| 31. August | Robert Sommer                              | deutscher Verwaltungsjurist und Regierungspräsident                                                             | 73    |       |
| August     | Hermann Schwarzbold                        | deutscher Kommunalpolitiker (SPD/KPO/SED)                                                                       | 70    |       |

## September
| Tag           | Name                                         | Beruf, bekannt als                                                                                              | Alter | Beleg |
| ------------- | -------------------------------------------- | --- | ----- | ----- |
| 1. September  | Max Caspar                                   | deutscher Astronomiehistoriker                                                                                  | 76    |       |
| 1. September  | Erhard Deutelmoser                           | deutscher Militär, Chef des Kriegspresseamts bei der Obersten Heeresleitung                                     | 83    |       |
| 2. September  | Rudolf Busch                                 | deutscher Kunstsammler und Museumsdirektor                                                                      | 79    |       |
| 2. September  | Wyndham Deedes                               | britischer Brigadegeneral der British Army, Beamter, Übersetzer und Zionist                                     | 73    |       |
| 2. September  | Rudolf Koch-Riehl                            | deutscher Schauspieler, Regisseur und Hörspielsprecher                                                          | 55    |       |
| 2. September  | Maria Henriette von Österreich-Teschen       | Erzherzogin von Österreich-Teschen                                                                              | 73    |       |
| 2. September  | Mark Alexandrowitsch Schtscheglow            | sowjetischer Literaturkritiker und -wissenschaftler                                                             | 30    |       |
| 3. September  | Osvaldo Louis Guglielmi                      | US-amerikanischer Maler des magischen Realismus                                                                 | 50    |       |
| 3. September  | Henricus Haltenhoff                          | deutscher Politiker (NSDAP, GB/BHE), MdL, Bürgermeister von Hannover, Frankfurt (Oder) und Cottbus              | 68    |       |
| 3. September  | Otto Leypoldt                                | deutscher Politiker (CDU), MdL                                                                                  | 50    |       |
| 3. September  | Karolina Petuel                              | Münchner Sozialförderin                                                                                         | 83    |       |
| 4. September  | Augustin Chantrel                            | französischer Fußballspieler                                                                                    | 49    |       |
| 4. September  | Johann Hajszanyi                             | österreichischer Politiker (CS), MdL (Burgenland)                                                               | 79    |       |
| 5. September  | Isaac Bacharach                              | US-amerikanischer Politiker                                                                                     | 86    |       |
| 5. September  | Arthur Delfosse                              | deutscher Flug- und Automobilpionier                                                                            | 73    |       |
| 5. September  | Sebastian Diernreiter                        | deutscher Landwirt und Politiker (Zentrum, BVP), MdR                                                            | 81    |       |
| 5. September  | Walther Hensel                               | deutscher Volksliedforscher und Volksliedsammler                                                                | 68    |       |
| 5. September  | Cecil de Blaquiere Howard                    | kanadisch-US-amerikanischer Bildhauer, Maler und Zeichner                                                       | 68    |       |
| 5. September  | Reginald Skelton                             | britischer Ingenieur, Marineoffizier und Polarforscher                                                          | 84    |       |
| 5. September  | Abraham Speijer                              | niederländischer Schachmeister                                                                                  | 82    |       |
| 6. September  | Felix Borowski                               | US-amerikanischer Komponist, Musikkritiker und Musikpädagoge polnischer Herkunft                                | 84    |       |
| 6. September  | Karl Haberstock                              | deutscher Galerist und Kunsthändler                                                                             | 78    |       |
| 6. September  | Witold Hurewicz                              | polnischer Mathematiker                                                                                         | 52    |       |
| 6. September  | Oskar Kaufmann                               | ungarischer Architekt                                                                                           | 83    |       |
| 6. September  | Hans Keller                                  | deutscher Politiker (NSDAP), Bürgermeister von Detmold                                                          | 53    |       |
| 6. September  | Lee Jung-seob                                | südkoreanischer Maler                                                                                           | 40    |       |
| 6. September  | Alex Raymond                                 | US-amerikanischer Zeichner                                                                                      | 46    |       |
| 6. September  | Michael Ventris                              | britischer Sprachwissenschaftler                                                                                | 34    |       |
| 7. September  | Karl Blodig                                  | österreichischer Bergsteiger, Augenarzt und Autor                                                               | 96    |       |
| 7. September  | Alphonse Chérel                              | französischer Sprachwissenschaftler und Lektor                                                                  | 74    |       |
| 7. September  | Hans Schlossmann                             | deutsch-britischer Mediziner und Pharmakologe                                                                   | 62    |       |
| 7. September  | Otto Juljewitsch Schmidt                     | sowjetischer Geophysiker und Arktisforscher                                                                     | 64    |       |
| 7. September  | Wolfgang Stock                               | deutscher Augenarzt                                                                                             | 82    |       |
| 7. September  | Mykola Wilinskyj                             | russisch-ukrainischer Komponist und Hochschullehrer                                                             | 68    |       |
| 8. September  | Gerrit Bolkestein                            | niederländischer Politiker                                                                                      | 84    |       |
| 8. September  | Hans Effenberger                             | österreichischer Bühnenautor, Bühnen- und Filmschauspieler sowie Filmregisseur                                  | 57    |       |
| 8. September  | Wilhelm zu Leiningen-Westerburg-Neuleiningen | deutscher bzw. österreichischer Adliger, Chemiker, Forstwissenschaftler und Hochschullehrer                     | 81    |       |
| 8. September  | Freddie Rich                                 | US-amerikanischer Jazz-Komponist und Bigband-Leader                                                             | 58    |       |
| 8. September  | Tetsurō Yoshida                              | japanischer Architekt                                                                                           | 62    |       |
| 9. September  | Paul Colas                                   | französischer Sportschütze                                                                                      | 76    |       |
| 9. September  | Johannes Fuchs                               | deutscher Jurist und Politiker (Zentrum) sowie Oberpräsident der Rheinprovinz (1922)                            | 81    |       |
| 10. September | Gustav Baader                                | deutscher Forstwissenschaftler, Hochschulrektor und -lehrer                                                     | 78    |       |
| 10. September | Vicente Barbieri                             | argentinischer Journalist und Schriftsteller                                                                    | 53    |       |
| 10. September | Willy Becker                                 | deutscher Theaterregisseur und -intendant                                                                       | 75    |       |
| 10. September | Homer S. Cummings                            | US-amerikanischer Jurist und Justizminister                                                                     | 86    |       |
| 10. September | Benjamin M. Duggar                           | US-amerikanischer Botaniker und Mikrobiologe                                                                    | 84    |       |
| 10. September | Fritz Kaiser                                 | deutscher Jurist und Politiker (DVP), MdL, Minister                                                             | 79    |       |
| 10. September | Wilhelm Lindner                              | deutscher Politiker (DNVP, CSVD, CDU), MdR, MdL                                                                 | 71    |       |
| 10. September | Richard Schallock                            | deutscher Lehrer, Gewerkschafter und Politiker (SPD, SED), MdL                                                  | 60    |       |
| 10. September | Fritz Schultz-Merzdorf                       | deutscher Schafzüchter und Schriftsteller                                                                       | 66    |       |
| 10. September | Moshe Schwabe                                | deutsch-israelischer Altphilologe und Epigraphiker                                                              | 67    |       |
| 10. September | Willi Suth                                   | Oberbürgermeister und Oberstadtdirektor von Köln                                                                | 74    |       |
| 10. September | Robert Julius Trumpler                       | US-amerikanischer Astronom                                                                                      | 69    |       |
| 11. September | Robert Bauer                                 | deutscher Politiker (DNVP, CNBLP), MdR                                                                          | 74    |       |
| 11. September | Billy Bishop                                 | kanadischer Jagdflieger                                                                                         | 62    |       |
| 11. September | Norman L. Bowen                              | kanadischer Geologe                                                                                             | 69    |       |
| 11. September | Rudolf von Busch                             | deutscher Politiker (parteilos), MdL                                                                            | 56    |       |
| 11. September | Hans Hüttner                                 | deutscher Offizier, zuletzt Generalmajor im Zweiten Weltkrieg                                                   | 70    |       |
| 11. September | Herminio Masantonio                          | argentinischer Fußballspieler                                                                                   | 46    |       |
| 12. September | Hermann Ammann                               | deutscher Sprachwissenschaftler                                                                                 | 71    |       |
| 12. September | Hans Carossa                                 | deutscher Lyriker und Schriftsteller                                                                            | 77    |       |
| 12. September | Carl R. Chindblom                            | US-amerikanischer Politiker                                                                                     | 85    |       |
| 12. September | Arthur Downes                                | britischer Segler                                                                                               | 73    |       |
| 12. September | John Garstang                                | britischer Archäologe                                                                                           | 80    |       |
| 12. September | Malik Ghulam Muhammad                        | pakistanischer Politiker                                                                                        | 61    |       |
| 12. September | Johannes Wilhelm Hofmann                     | deutscher Ingenieur, Erfinder und Unternehmer                                                                   | 80    |       |
| 13. September | Wilhelm von Eitzenberger                     | bayerischer Offizier, Ehrenbürger von Bayreuth                                                                  | 81    |       |
| 13. September | Maria Fierz                                  | Schweizer Fachfrau der Sozialarbeit                                                                             | 78    |       |
| 13. September | Carl Kühne                                   | deutscher Ingenieur                                                                                             | 84    |       |
| 13. September | Charles Kenneth Leith                        | US-amerikanischer Geologe                                                                                       | 81    |       |
| 13. September | Archibald Low                                | britischer Ingenieur, Wissenschaftler und Autor                                                                 | 68    |       |
| 13. September | Emil Ottenwalter                             | österreichischer Schauspieler                                                                                   | 54    |       |
| 13. September | Carl Theodor Protzen                         | deutscher Maler                                                                                                 | 68    |       |
| 13. September | Doris Woods                                  | britische Turnerin                                                                                              | 54    |       |
| 14. September | Alfred Dupré                                 | deutscher Maler                                                                                                 | 51    |       |
| 14. September | Frederick Steep                              | kanadischer Fußballspieler                                                                                      | 81    |       |
| 15. September | Jacques Companéez                            | französischer Drehbuchautor                                                                                     | 50    |       |
| 15. September | Gerhard Kirsch                               | österreichischer Geophysiker und Kernphysiker                                                                   | 66    |       |
| 16. September | Johann Pittner                               | österreichischer Flugpionier, Konstrukteur und Schriftsteller                                                   | 68    |       |
| 16. September | Hugh Ray                                     | US-amerikanischer American-Football-Schiedsrichter in der National Football League (NFL)                        | 71    |       |
| 16. September | Walter von Unruh                             | deutscher Offizier, zuletzt General der Infanterie im Zweiten Weltkrieg                                         | 78    |       |
| 16. September | Edmond Verstraeten                           | belgischer Maler und Radierer                                                                                   | 86    |       |
| 17. September | Erik Blomqvist                               | schwedischer Sportschütze                                                                                       | 77    |       |
| 18. September | Ernst Bednara                                | deutscher Lehrer und Heimatforscher                                                                             | 74    |       |
| 18. September | Adélard Godbout                              | kanadischer Politiker                                                                                           | 63    |       |
| 18. September | Willi Knesebeck                              | deutscher Fußballspieler                                                                                        | 69    |       |
| 18. September | Carl Koch                                    | deutscher Altphilologe                                                                                          | 49    |       |
| 19. September | Alfred Adam                                  | deutscher Humanmediziner, Arzt für Kinderheilkunde                                                              | 68    |       |
| 19. September | Arthur Brill                                 | deutscher Politiker (SPD); SPD-Vorsitzende in Danzig (1921–1936) und Volkstagsabgeordneter                      | 73    |       |
| 19. September | Emil Fischer                                 | deutscher Politiker (NSDAP, Deutschsozialistische Partei)                                                       | 72    |       |
| 19. September | Helios Gómez                                 | spanischer Maler, Dichter, Schriftsteller, Anarchosyndikalist, Plakatkünstler, Illustrator, Revolutionär, Ca... | 51    |       |
| 19. September | Ferdinand Holthausen                         | deutscher Anglist und Altgermanist                                                                              | 96    |       |
| 19. September | Siegfried Loeschcke                          | deutscher Provinzialrömischer Archäologe                                                                        | 73    |       |
| 19. September | Camill Montfort                              | deutscher Botaniker                                                                                             | 66    |       |
| 19. September | Albert Pražák                                | tschechischer Philologe und Literaturhistoriker                                                                 | 76    |       |
| 20. September | Willy Hof                                    | deutscher Industrieller und Verkehrsplaner                                                                      | 75    |       |
| 20. September | Iwan Katz                                    | deutscher Politiker (SPD, USPD, KPD, SED), MdR                                                                  | 67    |       |
| 20. September | Walter Kolb                                  | deutscher Politiker (SPD), MdL                                                                                  | 54    |       |
| 20. September | Friedrich Seeßelberg                         | deutscher Architekt, Philosoph, Baurat, Schriftsteller, Kunstwissenschaftler                                    | 95    |       |
| 20. September | Karl Willeke                                 | deutscher Lehrer und Autor                                                                                      | 81    |       |
| 21. September | Otto Budnowski                               | deutscher Tierarzt, Generaloberstabsveterinär, Veterinärinspekteur des Heeres                                   | 82    |       |
| 21. September | Karl Caspar                                  | deutscher Maler                                                                                                 | 77    |       |
| 21. September | Eugène Debongnie                             | französisch-belgischer Radrennfahrer                                                                            | 62    |       |
| 21. September | Robert Mills Delaney                         | US-amerikanischer Komponist und Musikpädagoge                                                                   | 53    |       |
| 21. September | Rigoberto López Pérez                        | nicaraguanischer Dichter und Attentäter                                                                         | 27    |       |
| 21. September | Rudolph Maisel                               | deutscher Gewerkschafter und Politiker (KPD, SED), MdV                                                          | 55    |       |
| 21. September | Walter Marschke                              | deutscher Verwaltungsbeamter und Landrat                                                                        | 56    |       |
| 21. September | Georg von Yorry                              | deutscher Offizier und Hofbeamter                                                                               | 86    |       |
| 22. September | Ewald Bosse                                  | norwegischer Volkswirt und Soziologe                                                                            | 76    |       |
| 22. September | Otto Koblank                                 | deutscher Politiker (SPD/USPD), MdL                                                                             | 70    |       |
| 22. September | Frederick Soddy                              | englischer Chemiker                                                                                             | 79    |       |
| 22. September | Gottfried Traub                              | deutscher Theologe und Politiker                                                                                | 87    |       |
| 22. September | Wilhelm Johannes Vierling                    | deutscher Jurist, ehemaliger Oberbürgermeister von Leipzig                                                      | 67    |       |
| 23. September | Karl Ettl                                    | österreichischer Opernsänger                                                                                    | 70    |       |
| 23. September | Ernst Gloeser                                | deutscher Hotelier und Politiker (DemP, FDP)                                                                    | 78    |       |
| 23. September | Jules Gratier                                | französischer Generalleutnant                                                                                   | 93    |       |
| 23. September | Hermann Paech                                | deutscher Werftleiter                                                                                           | 79    |       |
| 23. September | Jacob Pinkerfeld                             | israelischer Architekt                                                                                          | 59    |       |
| 23. September | Lo Simons                                    | niederländischer Motorradrennfahrer                                                                             | 46    |       |
| 23. September | Adolf Stobbe                                 | deutscher Politiker, MdL                                                                                        | 49    |       |
| 23. September | Bruno Weber                                  | deutscher Bakteriologe sowie SS-Hauptsturmführer                                                                | 41    |       |
| 24. September | Meinhard Jacoby                              | deutscher Maler und Bildhauer, Entomologe                                                                       | 82    |       |
| 24. September | Léon Marchal                                 | französischer Generalsekretär des Europarates                                                                   | 56    |       |
| 25. September | Peter Villemoes Andersen                     | dänischer Turner                                                                                                | 72    |       |
| 25. September | Khadr Sayed El Touni                         | ägyptischer Gewichtheber                                                                                        | 41    |       |
| 25. September | Oliver Peck Newman                           | US-amerikanischer Politiker                                                                                     | 79    |       |
| 25. September | Adam Pickel                                  | deutscher Kaufmann                                                                                              | 74    |       |
| 26. September | Carl Brekelbaum                              | deutscher Architekt, Bauunternehmer und Politiker, MdHB, MdR                                                    | 92    |       |
| 26. September | Gisbert von Ellerts                          | deutscher Verwaltungsjurist und Landrat                                                                         | 81    |       |
| 26. September | Mela Escherich                               | deutsche Kunsthistorikerin                                                                                      | 79    |       |
| 26. September | Lucien Febvre                                | französischer Historiker                                                                                        | 78    |       |
| 26. September | Georg Götsch                                 | deutscher Musikpädagoge                                                                                         | 61    |       |
| 27. September | Henri Brunner                                | Schweizer Komponist, Organist und Dirigent                                                                      | 59    |       |
| 27. September | Piero Calamandrei                            | italienischer Jurist, Hochschullehrer und Politiker                                                             | 67    |       |
| 27. September | Viktor Czerweny von Arland                   | österreichischer Erfinder und Industrieller                                                                     | 79    |       |
| 27. September | Gerald Finzi                                 | englischer Komponist                                                                                            | 55    |       |
| 27. September | Lotte Herrlich                               | deutsche Fotografin                                                                                             | 72    |       |
| 27. September | Adolf Muesmann                               | deutscher Architekt, Stadtplaner und Hochschullehrer                                                            | 76    |       |
| 27. September | Guglielmo Piani                              | italienischer Missionar und römisch-katholischer Erzbischof                                                     | 81    |       |
| 27. September | Joseph Stoll                                 | deutscher Heimatforscher, Sprachforscher und Lokalpolitiker                                                     | 77    |       |
| 27. September | Mildred Didrikson Zaharias                   | US-amerikanische Leichtathletin und Golferin                                                                    | 45    |       |
| 28. September | William Edward Boeing                        | US-amerikanischer Flugzeugkonstrukteur                                                                          | 74    |       |
| 28. September | Rudolf Scharfetter                           | Botaniker und Pflanzengeograph                                                                                  | 76    |       |
| 28. September | Helga Voigt                                  | deutsche Schwimmerin                                                                                            | 15    |       |
| 28. September | Ostap Wyschnja                               | ukrainischer Schriftsteller, Humorist und Satiriker                                                             | 66    |       |
| 29. September | Helmar Lerski                                | Schweizer Fotograf, Kameramann und Filmregisseur                                                                | 85    |       |
| 29. September | Ruth Rouse                                   | britische anglikanische Theologin und eine der Führungsfiguren der frühen Ökumenischen Bewegung                 | 84    |       |
| 29. September | Anastasio Somoza García                      | nicaraguanischer Präsident und Diktator                                                                         | 60    |       |
| 29. September | Amanda Tröndle-Engel                         | Schweizer Malerin, Kunstvermittlerin und Pädagogin                                                              | 94    |       |
| 29. September | Marie Eleonore zu Wied                       | deutsche Adlige und Politikwissenschaftlerin                                                                    | 47    |       |
| 30. September | Daniel Hermida Ortega                        | ecuadorianischer Geistlicher, Bischof von Cuenca                                                                | 93    |       |
| 30. September | Walter Karig                                 | US-amerikanischer Offizier der US-Navy und Schriftsteller                                                       | 57    |       |
| 30. September | Stuart Poulter                               | australischer Marathonläufer                                                                                    | 67    |       |
| 30. September | Paul Stech                                   | deutscher Verwaltungsbeamter und Politiker, MdB                                                                 | 63    |       |
| 30. September | Heinrich Wilckens                            | deutscher Politiker, MdL                                                                                        | 64    |       |